# Gunnar Lundberg (skådespelare)
Gunnar Axel Bernhard Lundberg, född 18 november 1864 i Stockholm, död där 21 juni 1916, var en svensk skådespelare och teaterledare.
Gunnar Lundberg började sin bana hos Ottilia Littmarck 1882 och tillhörde därefter olika teatersällskap fram till 1886. Sin profil som skådespelare kom han dock att utveckla under sin tid hos Thérèse Elfforss 1886–1888 och August Lindberg 1885–1893. Efter engagemang vid olika teatrar kom han 1899 till Albert Ranft och var under två år knuten till Vasateatern. Därefter var han ledare för Ranfts ambulerande operettsällskap och 1904 övertog han chefskapet för Södra Teatern. Sedan Ranft 1905 köpt Södra Teatern, blev Lundberg souschef där och kvarstod som sådan fram till sin död. Under flera somrar innehade han den administrativa ledningen för Djurgårdsteatern. Bland Lundbergs roller märks Bengt Lagman i Hedbergs Bröllopet på Ulfåsa, Laertes i Hamlet, Karudatta i Shudrakas Vasantasena och titelrollen i Alexander Slottes Halfdan Skald.